# Veronika Zemanová
Veronika Zemanová, född 14 april 1975 i tjeckiska Budějovice, är en tjeckisk erotisk modell och skådespelerska. Mellan 1993 och 1997 arbetade hon i Prag som fotograf efter att ha flyttat från sin by till storstaden. 1997 började hon arbeta som modell, inledningsvis under pseudonymen Eva men senare började hon använda det nuvarande namnet Veronika Zemanova. Hon har medverkat i många amerikanska och brittiska filmer och tidskrifter inklusive välkända Playboy.

## Tidningsframträdanden
Mayfair
- Mayfair Vol. 33, nummer 3, mars 1998
- Mayfair Vol. 33, nummer 5, maj 1998
- Mayfair Vol. 33, nummer 7, juli 1998
- Mayfair Vol. 33, nummer 8, augusti 1998
- Mayfair Vol. 34, nummer 10 oktober 1999

Playboy
- Playboy (Franska upplagan) april 2001
- Playboy's Voluptuous Vixens Vol. 5 september 2001 Porträtt
- Playboy's Playmates in Bed Vol. 5 november 2001
- Playboy's Book of Lingerie Vol. 84 mars 2002
- Playboy's Girls of Summer May 2002
- Playboy's Voluptuous Vixens Vol. 6 augusti 2002
- Playboy's Sexy 100 februari 2003
- Playboy's Vixens april/maj 2005

Pentouse
- Penthouse (amerikanska upplagan) december 2002 (som Arden)
- Penthouse (tyska upplagan) - 2002

## Filmografi
- Danni.com Presents Veronika Zemanova (2002)
- Danni's Naughty Pinups (2002)
- Danni's Busty Naturals (2002)
- Suze Randall's Erotic Idols (2002)
- Panthyhose & Stocking Tease (2002)
- May Girls of IVOLT (2002)
- The Ball (2003) as Nadia
- Hot Body: Pajama Playtime (2003)
- Hot Body Quick Strips: Blondes Tease, Brunettes Please (2004)
- Danni's International Beauties (2004)
- FHM Adult Entertainment 2006 (2005)
- Actiongirls.com Volym 1 (2005)
- Actiongirls.com: Water and Fitness (2007)
- Actiongirls.com Volym 4 (2007)
- Actiongirls.com Volym 5 (2008)
- Actiongirls.com Volym 6 (2009)